# Élections cantonales de 1904 en Guadeloupe
Les élections cantonales ont eu lieu pour le premier tour le 9 octobre et pour le second tour le 16 octobre  dans la colonie de la Guadeloupe.
Ce conseil général colonial dispose de compétences, notamment financière, plus étendues qu'un Conseil général de métropole.

## Mode de scrutin
Les trente-six conseillers généraux de la colonie de la Guadeloupe sont élus au suffrage universel masculin, dans le cadre de onze cantons. Ils sont renouvelés par moitié tous les trois ans. 
Le mode d'élection choisit est le scrutin majoritaire plurinominal à deux tours :
- au premier il faut obtenir la majorité des voix plus une et au moins un quart du votes des inscrits sur les listes électorales ;
- au second tour (ballottage) le (ou les) candidat(s) avec le plus de voix est élu.

### Augmentation du nombre de conseillers
- À la suite du décret du 7 novembre 1879[1], le conseil général passe de 24 à 36 membres.
- La circonscription d'élection reste le canton, les trente-six sièges étant répartis proportionnellement à la population des cantons.

| Basse-Terre      | 5  |  |  |
| Lamentin         | 4  |  |  |
| Port-Louis       | 4  |  |  |
| Capesterre       | 3  |  |  |
| Pointe-Noire     | 2  |  |  |
| Saint-Barthélemy | 1  |  |  |
|                  |    |  |  |
| Total            | 19 |  |  |

## Arrondissement de Basse-Terre

### Canton de Basse-Terre
- Cinq conseillers sont à élire.
- Les résultats sont très lacunaires.

| Candidats | Candidats         | Étiquette | Premier tour | Premier tour |
| Candidats | Candidats         | Étiquette | Voix         | %            |
| --------- | ----------------- | --------- | ------------ | ------------ |
|           | Hildevert Bernus  | Radical   |              |              |
|           | Armand Lignières  |           |              |              |
|           | Marc Blandin *    |           |              |              |
|           | Albert Carmichaël |           |              |              |
|           | Bonaventure Janoë |           |              |              |
|           | G. Laventure *    | Radical   |              |              |
|           | E. Hugonin *      | Radical   |              |              |
|           | A. Jacquest *     | Radical   |              |              |
|           | Louis Sinéus *    | Radical   |              |              |
|           |                   |           |              |              |
| Inscrits  | Inscrits          | Inscrits  |              | 100,00       |
| Votants   |                   |           |              |              |
| Exprimés  |                   |           |              |              |

*sortant

### Canton de Capesterre
- Trois conseillers sont à élire.
- Les résultats sont très lacunaires.

| Candidats | Candidats         | Étiquette         | Premier tour | Premier tour |
| Candidats | Candidats         | Étiquette         | Voix         | %            |
| --------- | ----------------- | ----------------- | ------------ | ------------ |
|           | Léopold Dorval *  | Radical réachiste |              |              |
|           | Lucien Vignes     | Radical réachiste |              |              |
|           | Étienne Bernard * | Radical réachiste |              |              |
|           |                   |                   |              |              |
| Inscrits  | Inscrits          | Inscrits          |              | 100,00       |
| Votants   | Votants           | Votants           |              | '            |
| Exprimés  |                   |                   |              |              |

*sortant

### Canton de Pointe-Noire
- Deux conseillers sont à élire.
- Les résultats sont très lacunaires.

| Candidats | Candidats    | Étiquette         | Premier tour | Premier tour |
| Candidats | Candidats    | Étiquette         | Voix         | %            |
| --------- | ------------ | ----------------- | ------------ | ------------ |
|           | G. Lative *  | Radical réachiste |              |              |
|           | A. Laroche * | Radical réachiste |              |              |
|           |              |                   |              |              |
| Inscrits  | Inscrits     | Inscrits          |              | 100,00       |
| Votants   |              |                   |              |              |
| Exprimés  |              |                   |              |              |

*sortant

### Canton de Saint-Barthélemy
- Un conseiller est à élire.
- Les résultats sont très lacunaires.

| Candidats | Candidats       | Étiquette         | Premier tour | Premier tour |
| Candidats | Candidats       | Étiquette         | Voix         | %            |
| --------- | --------------- | ----------------- | ------------ | ------------ |
|           | Alcide Terrac * | Radical réachiste |              |              |
|           |                 |                   |              |              |
| Inscrits  | Inscrits        | Inscrits          |              | 100,00       |
| Votants   |                 |                   |              |              |
| Exprimés  |                 |                   |              |              |

*sortant

## Arrondissement de Pointe-à-Pitre

### Canton de Lamentin
- Quatre conseillers sont à élire.
- Les résultats sont très lacunaires.

| Candidats | Candidats                 | Étiquette | Premier tour | Premier tour |
| Candidats | Candidats                 | Étiquette | Voix         | %            |
| --------- | ------------------------- | --------- | ------------ | ------------ |
|           | Emmanuel Condo *          | FSAG      |              |              |
|           | Félix Alidor *            | FSAG      |              |              |
|           | Hégésippe Légitimus       | FSAG      |              |              |
|           | Pierre (Octave) Blanche * | FSAG      |              |              |
|           |                           |           |              |              |
| Inscrits  | Inscrits                  | Inscrits  |              | 100,00       |
| Votants   |                           |           |              |              |
| Exprimés  |                           |           |              |              |

*sortant

### Canton de Port-Louis
- Quatre conseillers sont à élire.
- Les résultats sont très lacunaires.

| Candidats | Candidats                   | Étiquette     | Premier tour | Premier tour |
| Candidats | Candidats                   | Étiquette     | Voix         | %            |
| --------- | --------------------------- | ------------- | ------------ | ------------ |
|           | Vital Borifax *             | FSAG          |              |              |
|           | Victor Comère               | FSAG          |              |              |
|           | Marc François               | FSAG          |              |              |
|           | Céran Tharthan              | FSAG          |              |              |
|           | Victor Saint-Amand *        |               |              |              |
|           | Fortuné de la Clémendière * | Réactionnaire |              |              |
|           |                             |               |              |              |
| Inscrits  | Inscrits                    | Inscrits      |              | 100,00       |
| Votants   |                             |               |              |              |
| Exprimés  |                             |               |              |              |

*sortant

### Sources
- Bibliothèque de l'Université de Floride : https://ufdc.ufl.edu/fr
- Journal officiel de la Guadeloupe
- Le Progrès de la Guadeloupe[3]
- Le Courrier de la Guadeloupe[4]